# Linas Obcarskas
Linas Obcarskas (* 22. Februar 1969 in Utena) ist ein litauischer Pädagoge und Politiker. Seit 2021 ist er Vizeminister für Bildung und Wissenschaft.

## Leben
Nach dem Abitur 1987 an der 5. Mittelschule Utena studierte Obcarskas bis 1993 Ingenieurwesen und 1994 absolvierte ein Masterstudium an der Fakultät für Informatik, 1995 das Bachelorstudium des Managements an der Fakultät für Management und von 1994 bis 1999 das Promotionsstudium der technischen Wissenschaften (Ingenieurinformatik) an der Technischen Universität Kaunas in Kaunas. 
2009 wurde er Dozent für Sozialwissenschaften.
Von 1993 bis 1994 arbeitete er als Ingenieur an der Technischen Universität Kaunas, von 1994 bis 1996 als Direktor des Finanzmaklerunternehmens Poliraksas UAB und von 1996 bis 2021 von UAB "Toltas". Von 1999 bis 2014 lehrte er als Lektor und war Leiter, Dozent der Abteilung für Leibeserziehung der Technischen Universität Kaunas. Von 2014 bis 2020 leitete er das Sportzentrum und war Trainer an der Technischen Universität Kaunas.  
Von 2012 bis 2013 war er Direktor des Wissenschafts-, Studien- und Informationszentrums für Mechatronik und von 2014 bis 2015 Direktor des Sportzentrums sowie von 2014 bis 2020 Forscher am Institut für Mechatronik der Technischen Universität Kaunas. Von 2018 bis 2020 war er kaufmännischer Leiter im Unternehmen UAB „Pažangūs posicionavimo sprendimai“ und 2020 Leiter des Sport- und Wellnesszentrums der Technischen Universität Kaunas. 
Seit 2021 ist er Vizeminister für Bildung und Wissenschaft, Stellvertreter der Ministerin Šiugždinienė im Kabinett Šimonytė. 
Er war Preisträger im Kampfsport Sambo, Präsident des Litauischen Sambo-Verbandes, Unterstützungsfonds „Sambo-Entwicklungsfonds“ (2011–2021), Mitglied des Exekutivkomitees des Europäischen Sambo-Verbandes. Er war auch Mitglied des Exekutivkomitees des Litauischen Studentensportverbandes, Vorsitzender der Auswahlkommission für litauische Studentennationalmannschaften (2017–2021), von 2009 bis 2012 Vorsitzender der Studentensportkommission der Fédération Internationale de Sambo (FIAS).
Obcarskas ist verheiratet. Er hat einen Sohn und eine Tochter.